# 35. zračnoobrambna artilerijska brigada (ZDA)
35. zračnoobrambna artilerijska brigada (izvirno angleško 35th Air Defense Artillery Brigade) je zračnoobrambna artilerijska brigada Kopenske vojske Združenih držav Amerike.